# Броневицкий, Евгений Александрович
Евге́ний Алекса́ндрович Броневи́цкий (род. 30 июня 1945, Ленинград) — советский и российский певец и музыкант. Наибольшую известность получил как бас-гитарист и вокалист музыкального коллектива ВИА «Поющие гитары».

## Биография
Родился 30 июня 1945 года в Ленинграде в семье морского офицера Александра Семёновича Броневицкого (1899—1972), инженер-капитана первого ранга.
После окончания школы поступил в Военно-механический институт, который через полгода учёбы бросил. Три года отучился в Ленинградском гидрометеорологическом институте и также не стал доучиваться до диплома — сказался пример старшего брата Александра Броневицкого, когда-то вопреки желанию отца избравшего путь профессионального музыканта.
В 1966 году Евгений отозвался на приглашение бывшего гитариста ансамбля «Дружба» Анатолия Васильева и вступил в создаваемый вокально-инструментальный ансамбль «Поющие гитары». Предполагалось, что ВИА будет играть песни с современными молодёжными ритмами и заниматься обработкой западных хитов — что вполне устраивало начинающего бас-гитариста.
В 1975 году по причине творческих нововведений классический состав ВИА «Поющие гитары» распался, а Евгений Броневицкий на десять лет ушёл бас-гитаристом в ансамбль «Дружба», которым руководил его старший брат Александр Броневицкий. Затем последовала череда различных коллективов, в том числе такие группы, как «Магистр» и «Форвард», пока в конце 1989 года Эдита Пьеха не пригласила Евгения в свой коллектив.
Весной 1997 года часть музыкантов, в основном, из старого песенного состава «Поющих гитар», приняла решение воссоединиться под прежним названием. В обновлённом коллективе Евгений Броневицкий занял место не только бас-гитариста, но и старейшего участника.